# 세종특별자치시시설관리사업소
세종특별자치시 시설관리사업소(世宗特別自治市 施設管理事業所)는 세종특별자치시의 복지·문화·체육·공원·환경시설의 관리와 폐기물 처리·자원 재활용·도시청결 사무와 상하수도 시설의 효율적인 관리 업무를 관장하기 위해 세종특별자치시청 산하에 설치된 사업소이다.
사업소장은 지방서기관이나 지방기술서기관으로 보한다.

## 연혁
- 2012년: 세종특별자치시 시설관리사업소 설치
- 2016년: 세종특별자치시 상하수도사업소 흡수

## 조직
- 시설관리과
- 공원녹지과
- 상하수도시설과